# Nicolò Venier
Nicolò Venier (env. 1483 – 1530) est seigneur de Paros de 1520 à 1530.
Il est fils de Zuan Francesco Venier, co-seigneur de Cérigo et de son épouse Fiorenza Sommaripa, dame de Paros, et a une sœur Cecilia, qui lui succéde à la seigneurie de Paros.
En 1507, Venier épouse une femme nommée Zantano, par laquelle il eut un fils, Andrea Venier, mort du vivant de son père,. Des suppositions existent selon lesquelles il serait le père biologique de la concubine italienne Cecilia Venier-Baffo, qui fut capturée et vendue comme esclave. Par la suite, elle devient Nurbanu Sultan, épouse du sultan Selim II, et reine mère du sultan Mourad III.